# Île Golding

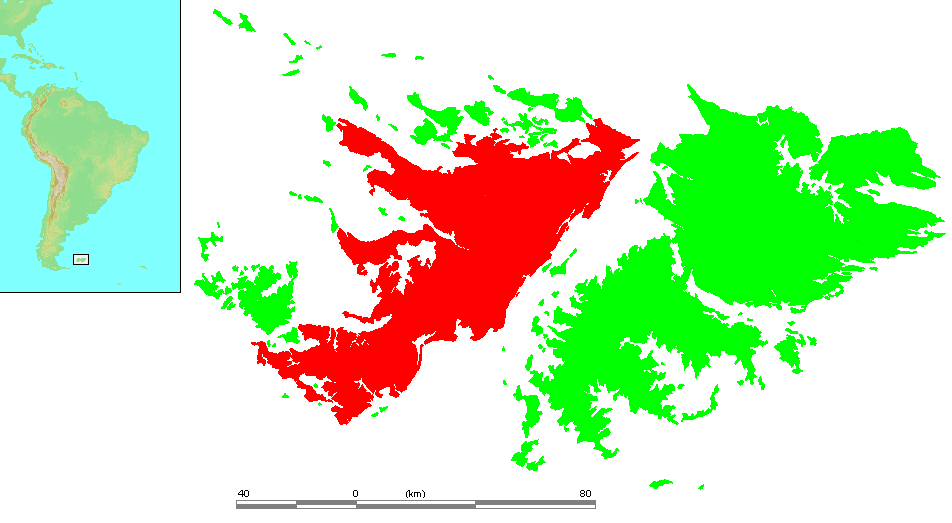
L'île se trouve au nord de la Grande Malouine (en rouge)

L'île Golding (en anglais, Golding Island; en espagnol, Isla Golding) est une des îles Malouines (en anglais, Falkland Islands; en espagnol, Islas Malvinas).

## Administration
Les îles sont administrées par le Royaume-Uni dans le cadre du Territoire britannique d'outre-mer des îles Falkland. Elle est revendiquée par la République argentine, qui en fait une partie du Département des îles de l'Atlantique Sud dans la province de Terre de Feu, Antarctique et îles de l'Atlantique sud.

## Description
Elle est située au nord de la Grande Malouine et au sud de l'île Pebble. Dans sa partie orientale se trouve l'île Broken et dans la partie occidentale se trouvent Keppel Sound (en) et l'île Keppel. L'île a une forme complexe, avec des bras de terre étroits et des baies et un étang.
L'île Golding est une ferme ovine et était auparavant exploitée avec Pebble et Kepple par les frères Dean. Elle appartient maintenant à la famille Hirtle. Les maisons sont près de la pointe sud, près de Hummock Point où se trouve un aérodrome rustique.

## Guerre des Malouines
Après un raid sur la baie de San Carlos pendant la guerre des Malouines, le Capitaine Garcia, un aviateur argentin, s'éjecte de son avion, un A-4C Skyhawk argentin. À l'époque, son corps n'a pas été retrouvé, mais a été rejeté à terre dans un canot en 1983. L'île a également été bombardée pendant la guerre par les Argentins qui pensaient capter une transmission radio britannique.